# I Care 4 U
Albums de Aaliyah
Aaliyah
(2001) Ultimate Aaliyah
(2005)
Singles
1. Miss You
Sortie : 16 novembre 2002
2. I Care 4 U
Sortie : 8 avril 2003
3. Don't Know What to Tell Ya
Sortie : 20 mai 2003
4. Come Over
Sortie : 27 mai 2003

I Care 4 U est une compilation d'Aaliyah, sortie le 10 décembre 2002.
Cet opus, publié après le décès de la chanteuse, comprend un certain nombre de titres enregistrés pour son dernier album, Aaliyah, mais non publiés à l'époque.
L'album s'est classé 1er au Top R&B/Hip-Hop Albums et 3e au Billboard 200.

## Liste des titres
| No  | Titre                       | Auteur                           | Album original                            | Durée |
| --- | --------------------------- | -------------------------------- | ----------------------------------------- | ----- |
| 1.  | Back & Forth                | R. Kelly                         | Age Ain't Nothing but a Number            | 3:51  |
| 2.  | Are You That Somebody?      | Stephen Garrett                  | Bande originale du film Docteur Dolittle  | 4:25  |
| 3.  | One in a Million            | Missy Elliott                    | One in a Million                          | 4:30  |
| 4.  | I Care 4 U                  | Elliott                          | Aaliyah                                   | 4:33  |
| 5.  | More Than a Woman           | Garrett                          | Aaliyah                                   | 3:49  |
| 6.  | Don't Know What to Tell Ya  | Garrett                          | Inédit                                    | 5:01  |
| 7.  | Try Again                   | Garrett                          | Bande originale du film Roméo doit mourir | 4:44  |
| 8.  | All I Need                  | Johntà Austin                    | Inédit                                    | 3:08  |
| 9.  | Miss You                    | Austin                           | Inédit                                    | 4:05  |
| 10. | Don't Worry                 | Austin                           | Inédit                                    | 3:52  |
| 11. | Come Over (featuring Tank)  | Austin                           | Inédit                                    | 3:55  |
| 12. | Erica Kane                  | Garrett                          | Aaliyah                                   | 4:38  |
| 13. | At Your Best (You Are Love) | The Isley Brothers, Chris Jasper | Age Ain't Nothing but a Number            | 4:52  |
| 14. | Got to Give It Up (Remix)   | Marvin Gaye                      | One in a Million                          | 3:58  |

| 15. | If Your Girl Only Knew                     | Elliott | One in a Million | 4:51 |
| 16. | We Need a Resolution (featuring Timbaland) | Garrett | Aaliyah          | 4:07 |
| 17. | Rock the Boat                              | Garrett | Aaliyah          | 4:37 |

## Certifications
| Pays        | Association  | Certification | Ventes     |
| ----------- | ------------ | ------------- | ---------- |
| Canada      | Music Canada | Or            | 40 000+    |
| États-Unis  | RIAA         | Platine       | 1 000 000+ |
| France      | SNEP         | Or            | 100 000+   |
| Royaume-Uni | BPI          | Or            | 100 000+   |
| Suisse      | IFPI         | Or            | 20 000+    |